# Frommeëlla mexicana
Frommeëlla mexicana är en svampart som först beskrevs av Mains, och fick sitt nu gällande namn av J.W. McCain & J.F. Hennen 1990. Frommeëlla mexicana ingår i släktet Frommeëlla och familjen Phragmidiaceae.   Inga underarter finns listade i Catalogue of Life.